# Zofia Glińska

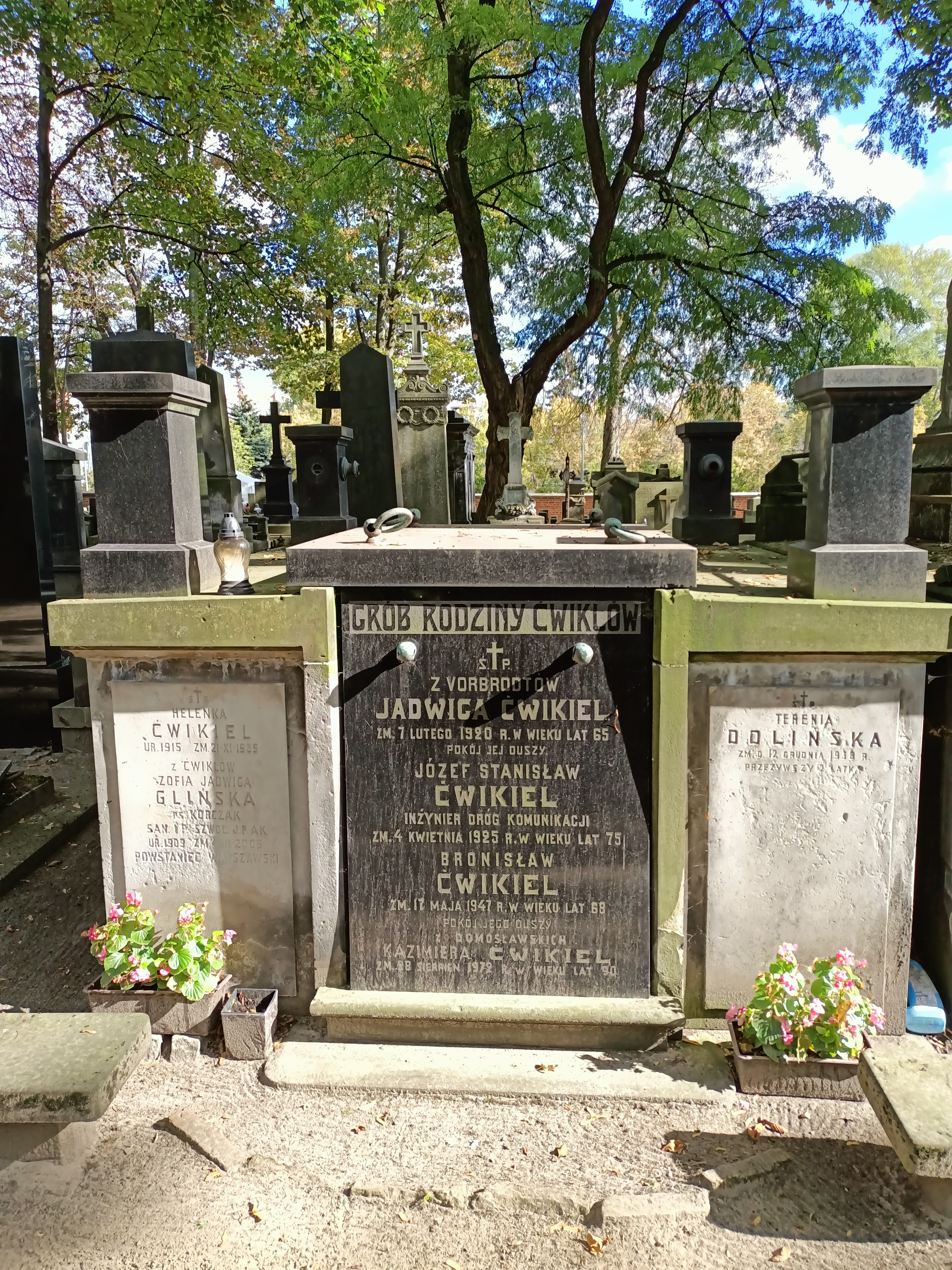
Grób Zofii Glińskiej na cmentarzu Powązkowskim w Warszawie

Zofia Glińska (ur. 13 października 1909 w Warszawie, zm. 4 marca 2005 tamże) – pierwsza polska stewardesa i organizatorka służby stewardes w Polskich Liniach Lotniczych LOT. Sanitariuszka Armii Krajowej, uczestniczka powstania warszawskiego.

## Życiorys
Urodziła się w rodzinie Bronisława Ćwikla (zm. 1947) i Kazimiery z Domosławskich (zm. 1972). Jej ojciec był agronomem, administrował majątkami ziemskimi w okolicach Woroneża. Po wybuchu rewolucji wydzierżawił majątek ziemski w Białej pod Płockiem. Zofia była uczennicą Państwowego Żeńskiego Gimnazjum im. hetmanowej Reginy Żółkiewskiej w Płocku, gdzie zdała maturę w 1928 roku. Po maturze przeprowadziła się do Warszawy i rozpoczęła pracę w Dyrekcji Dróg Wodnych. W lutym 1929 roku wyszła za mąż za oficera Wojska Polskiego, porucznika Stanisława Glińskiego, z którym wyjechała do Paryża. W drugiej połowie lat 30. obydwoje wrócili do Polski. W 1937 roku rozstała się z mężem, a rok później, po zmianie wyznania na ewangelickie wyjechała do Wilna, gdzie otrzymała rozwód. Po rozwodzie obydwoje byli już małżonkowie aż do śmierci Stanisława utrzymywali przyjazne stosunki. W czerwcu 1937 roku Zofię zatrudniono w Polskich Liniach Lotniczych LOT. Początkowo pracowała jako referentka w biurze rozrachunków w dziale zagranicznym.
Po wybuchu wojny wraz z personelem LOT miała zostać ewakuowana do Rumunii, jednak z uwagi na pozostawionych w kraju rodziców nie zdecydowała się na ucieczkę. Ewakuację skończyła we Lwowie, do którego sprowadziła mieszkających pod Białymstokiem rodziców. W czerwcu 1940 roku władze radzieckie zezwoliły jej na powrót wraz z rodzicami do Warszawy. Nie mogąc znaleźć zatrudnienia w okupowanej stolicy wyjechała do Krakowa, gdzie otrzymała posadę liczarki pieniędzy w Banku Emisyjnym w Polsce. W lipcu 1942 roku przeniesiona do warszawskiego oddziału tego banku. Od września 1942 roku działała w Armii Krajowej. Zajęła się werbunkiem do służby sanitarnej AK. W jej mieszkaniu przy ulicy Siennej 38 odbywały się szkolenia przyszłych sanitariuszek. Zofia odbyła praktyki w Szpitalu Maltańskim przy ulicy Senatorskiej. Wzięła udział jako sanitariuszka (ps. Korczak) w powstaniu warszawskim. We wrześniu 1944 roku, w ostatnich dniach powstania, została zdemobilizowana. Wraz z rodzicami poprzez obóz przejściowy w Pruszkowie dostała się do obozu przejściowego do Włoszczowy. Stamtąd udało jej wydostać się i ponownie wraz z rodzicami znaleźć w Krakowie, gdzie na powrót podjęła pracę w Banku Emisyjnym.
Wyzwolenie zastało ją w Krakowie. Po wyzwoleniu centralę Banku przeniesiono do Łodzi. Zofia została skierowana do Oddziału Banku w Płocku. Wiosną 1945 roku, jeszcze przed przyjazdem do Płocka, Zofia odwiedziła biuro LOT mieszczące się przy ulicy Nowogrodzkiej w Warszawie. Okazało się tam, że byli pracownicy przedsiębiorstwa wznowili pracę. Zofia otrzymała angaż, przy czym większość gratyfikacji za pracę to wikt i dach nad głową w zrujnowanej w Warszawie. Wraz z wznowieniem lotów rejsowych częstymi pasażerami na pokładach samolotów byli przedstawiciele władz. Początkowo funkcje stewardów pełnili znajdujący się na pokładzie mechanicy lotniczy. Ich praca w takim charakterze ograniczała się zazwyczaj do rozdania znajdującego się na pokładzie samolotu jedzenia i picia, np. chleba, kiełbasy i wódki.
Pierwszy dyrektor naczelny powojennego LOT-u zlecił Zofii opracowanie i wdrożenie w życie planu wyszkolenia odpowiedniego personelu pokładowego, zajmującego się pasażerami – stewardes. Zofia opracowała kryteria, jakie muszą charakteryzować przyszłe stewardesy: zdana matura, znajomość co najmniej dwóch języków obcych, doskonałe zdrowie, nienaganna aparycja i brak obaw przed lataniem. Na pierwszy w Polsce kurs stewardes zgłosiło się ponad trzysta chętnych. Wybrano sześć: Ludmiłę Gajewską, Marię Lubkiewicz, Irenę Petrykowską, Krystynę Sipowską, Monikę Sokolińską i Aldonę Skirgiełło.
Pierwszy kurs obejmował szkolenie z zakresu budowy i obsługi samolotów, przepisów celnych i paszportowych. Pierwszą stewardesą, która znalazła się na pokładzie rejsowego samolotu LOT, był nim Li-2, została Aldona Skirgiełło. Lot odbył się 27 sierpnia 1945 roku na trasie z Warszawy do Paryża. Początkowo stewardesy latały tylko na liniach zagranicznych. W pierwszych powojennych latach do obowiązków stewardes należało poza zwykłym dbaniem o komfort i bezpieczeństwo pasażerów podczas lotów odpowiednie rozmieszczenie ich i bagażu na pokładzie w celu prawidłowego wyważenie maszyny, komunikacja radiowa, w przypadku gdy załoga miała problem z językiem angielskim, przewożenie prywatnych listów, najczęściej kierowanych do Czerwonego Krzyża, uzyskiwanie danych meteorologicznych przed lotem. Za granicą pełniły obowiązki tłumaczki, a nawet pomagały pasażerom robić zakupy. Od 1947 roku stewardesy LOT latają w specjalnie dla nich uszytych mundurach, które uszyto w prywatnym zakładzie krawieckim mieszczącym się na ulicy Marszałkowskiej w Warszawie.
W 1947 roku Zofia Glińska nie otrzymała paszportu, nie mogła latać jako stewardesa i dostała wypowiedzenie. Po roku wróciła do LOT-u, ale na stanowisko kierownika referatu reklamy w biurze propagandy przedsiębiorstwa. W maju 1949 odeszła na własną prośbę i znalazła pracę w „Domu Książki” jako instruktor bezpieczeństwa i higieny pracy, ochrony przeciwpożarowej i ubezpieczeń rzeczowych. Pracowała do grudnia 1963 roku.
Zmarła w Warszawie, pochowana z grobie rodzinnym na cmentarzu Powązkowskim (kwatera 161-6-18,19).